# Parexarnis photophila
Parexarnis photophila är en fjärilsart som beskrevs av Achille Guenée 1852. Parexarnis photophila ingår i släktet Parexarnis och familjen nattflyn. Inga underarter finns listade i Catalogue of Life.